# 莫尔塔涅
莫尔塔涅（法語：Mortagne，法語發音：[mɔʁtaɲ] ⓘ）是法国大東部大區孚日省的一个市镇，属于孚日圣迪耶区。

## 地理
莫尔塔涅（48°16'10"N, 6°45'15"E）面积22.2 平方千米，位于法国大東部大區孚日省，该省份为法国东北部内陆省份，北起默兹省和默尔特-摩泽尔省，西接上马恩省，南至上索恩省和贝尔福地区省，东临上莱茵省和下莱茵省。
与莫尔塔涅接壤的市镇（或旧市镇、城区）包括：欧特雷、拉布尔贡斯、布鲁沃略尔、栋凡、弗雷米方丹、莱鲁日索、孚日圣迪耶、默尔特河畔圣米歇尔、坦特吕。

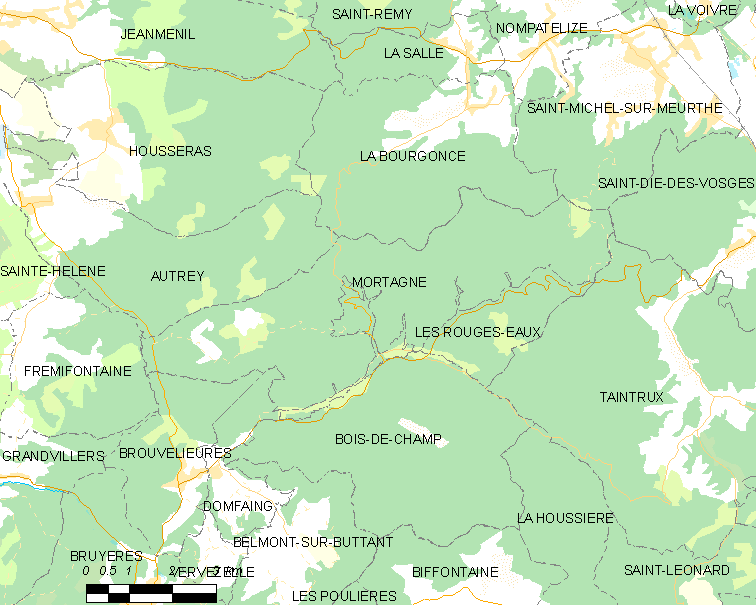
莫尔塔涅的OSM定位图

莫尔塔涅的时区为UTC+01:00、UTC+02:00（夏令时）。

## 行政
莫尔塔涅的邮政编码为88600，INSEE市镇编码为88315。

## 政治
莫尔塔涅所属的省级选区为布吕耶尔县。

## 人口

1962-2008年间莫尔塔涅人口变化图示

莫尔塔涅于2022年1月1日时的人口数量为188人。